# Teatlahuiani
Teatlahuiani (del náhuatl: Teatlawiani ‘el ahogador’‘te, alguno; atlawia, ahogar; -ni, el que hace’) en la mitología mexica es un espíritu o dios menor de la embriaguez, y es uno de los cuatrocientos espíritus o dioses menores de los borrachos llamados Centzon Totochtin, los cuatrocientos hijos de Patécatl y Mayáhuel, él cual venerado bajo la forma de un conejo.